# Tom Bossert
Thomas P. "Tom" Bossert, född 25 mars 1975 i Pennsylvania, är en amerikansk jurist och politisk rådgivare. 20 januari 2017 blev han rådgivare i säkerhetsfrågor och arbete mot terrorism åt USA:s president Donald Trump. 10 april 2018 avgick han.

## Karriär
Bossert avlade Bachelor of Arts i statsvetenskap och nationalekonomi 1997 vid University of Pittsburgh. Bossert läste även en kurs i komparativ politik vid Georgetown University under 1997. Därefter avlade Bossert juristexamen 2003 vid George Washington University.
Bossert arbetade som nationell säkerhetsrådgivare i George W. Bushs kabinett.
Den 27 december 2016 meddelade USA:s nästa president Donald Trump att han valt Bossert som sin rådgivare i säkerhetsfrågor och arbete mot terrorism i sitt kabinett. Trumps kabinett tillträdde den 20 januari 2017.